# Agamerion monodon
Agamerion monodon är en stekelart som beskrevs av Boucek 1988. Agamerion monodon ingår i släktet Agamerion och familjen puppglanssteklar. Inga underarter finns listade i Catalogue of Life.